# Алхан-Юртовская центральная мечеть
Алхан-Юртовская центральная мечеть имени Магомеда-Башир-хаджи Арсанукаева (чечен. Iалхан-Йуьртара Мохьмад-Башир-хьажин цӀарах маьждиг) — построена вдоль автодороги «Кавказ», расположена в селении Алхан-Юрт Урус-Мартановского района Чеченской Республики.

## История
По состоянию на 1883 год в селе Алхан-Юрт насчитывалось 7 мечетей, основанная главная джума-мечеть и 6 квартальных.
Магомед-Башир-хаджи ученый-богослов, был первым муфтием Чеченской республики.
Автор проекта строительства мусульманской святыни Балауди Магомадов, возведение мечети было начато в 2009 году при финансовой поддержке чеченского бизнесмена Адама Албакова.
Большую помощь в строительстве мечети оказал нефтепромышленник Минкаил Гуцериев. Также активно участвовали в возведении мечети известные бизнесмены Кюри Музаев, Ваха Агаев.
В мечети одновременно могут совершать молитву более двух тысяч человек. Мечеть состоит из трех объёмов. А формы в виде куполов, хотя и напоминают восточную архитектуру, издревле использовались в Чечне при строительстве больших комплексов.
Все техническое оборудование при возведении мечети завозилось из-за рубежа — Германии, Италии , Испании и Греции.
При строительстве мечети были задействованы мастера из Чечни, Дагестана, Ингушетии, других регионов России. Отделка совершена светло-бурым «дагестанским камнем», что придает облику мечети особое изящество. Кровля сделана по особой технологии, из финского композитного материала.
На нижнем этаже размещено медресе вместимостью до трехсот человек с отдельными помещениями для юношей и девушек, а также комнаты для совершения пятничной молитвы для женщин.